# アンテ (衛星)
アンテ（英語：Anthe、ギリシア語：Άνθη、確定番号：Saturn XLIX）は、土星の第49衛星である。極めて小さい衛星であり、ミマスとエンケラドゥスの中間の軌道を公転している。
土星探査機カッシーニによって2007年5月30日に撮られた画像から、カッシーニの画像解析チームによって発見された。一度その存在が知れるとカッシーニの古い画像が再解析され、この小さい衛星が2004年6月には観測されていたことが判明した。衛星の発見は同年7月18日に国際天文学連合のサーキュラーで公表され、S/2007 S 4 という仮符号が与えられた。その後9月20日にアンテと命名され、また Saturn XLIX という確定番号が与えられた。「アンテ」の名はギリシア神話のAlkyonides（アルキオネウスの七人の娘）の一人に由来する。この衛星は、確認された土星の衛星としては60番目のものである。
アンテの軌道は、自身より遥かに大きいミマスによる摂動的な 10:11 の平均経度の共鳴によって影響を受けている。このためメトネの接触軌道要素には大きな変化が生じており、およそ2年の時間スケールで軌道長半径が 20 km ほどの振幅で変動している。パレネおよびメトネと極めて近い軌道を持つことから、これらの衛星は力学的に密接な関係にあると推測されている。
2007年にカッシーニが撮影したアンテの画像から、アンテの周辺の軌道上に弧状の環が発見され、R/2007 S 1 という仮符号が与えられた。この環はアンテ・アークと呼ばれている。アンテ・アークは、アンテに衝突した微小隕石によって放出された物質で構成されていると考えられている。